# 李家店乡
李家店乡，是中华人民共和国甘肃省定西市通渭县下辖的一个乡镇级行政单位。

## 行政区划
李家店乡下辖以下地区：
常坪村、刘岔村、尚岔村、崔河村、三坪村、三湾村、坪合村、李店村、姚川村、郭坪村、祁咀村和老庄村。